# الحياة حلم

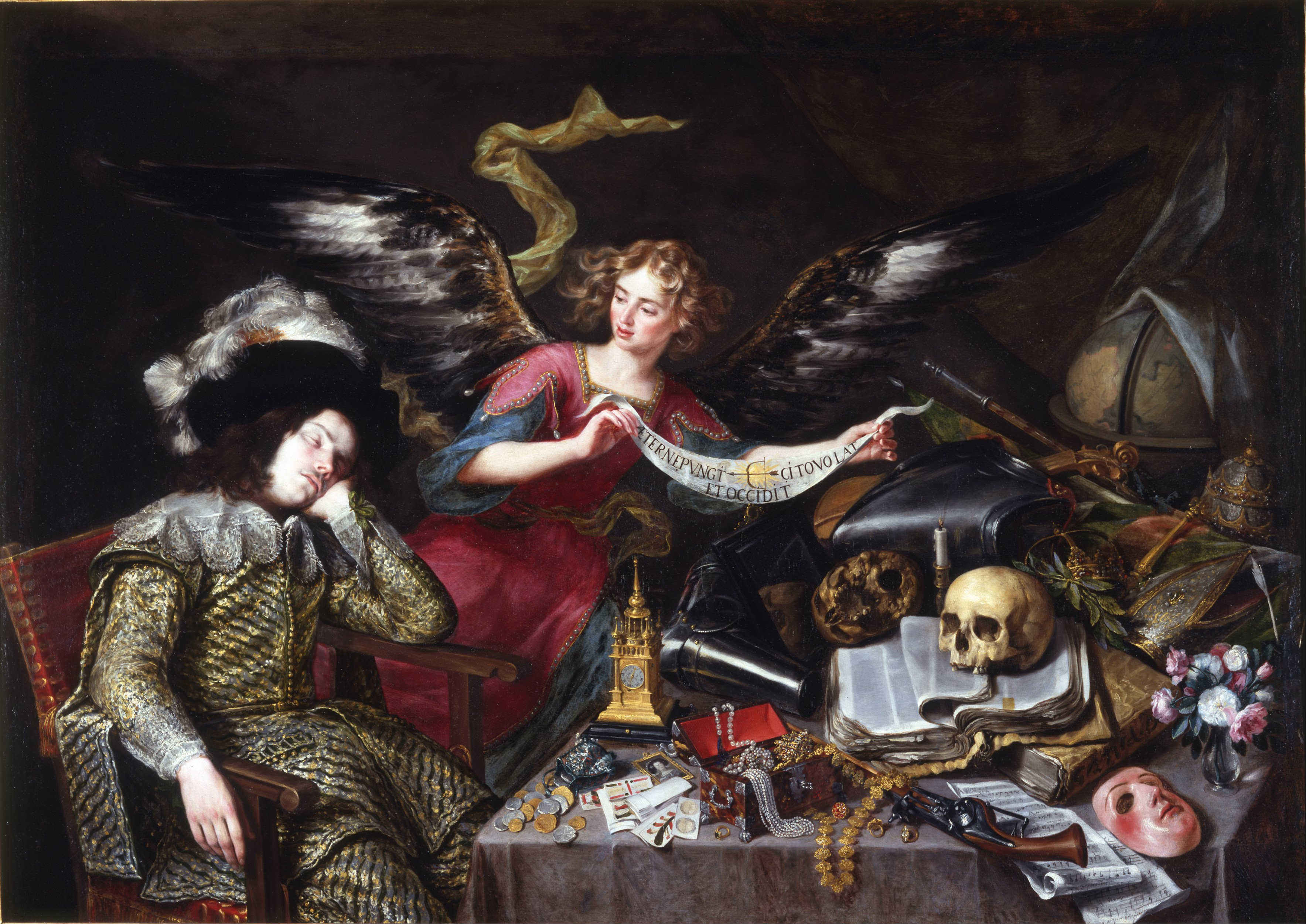
حلم الفارس أو الحياة حلم، لوحة للرسام الباروكي أنطونيو دي بيريدا عرضت في أكاديمية سان فرناندو في مدريد.

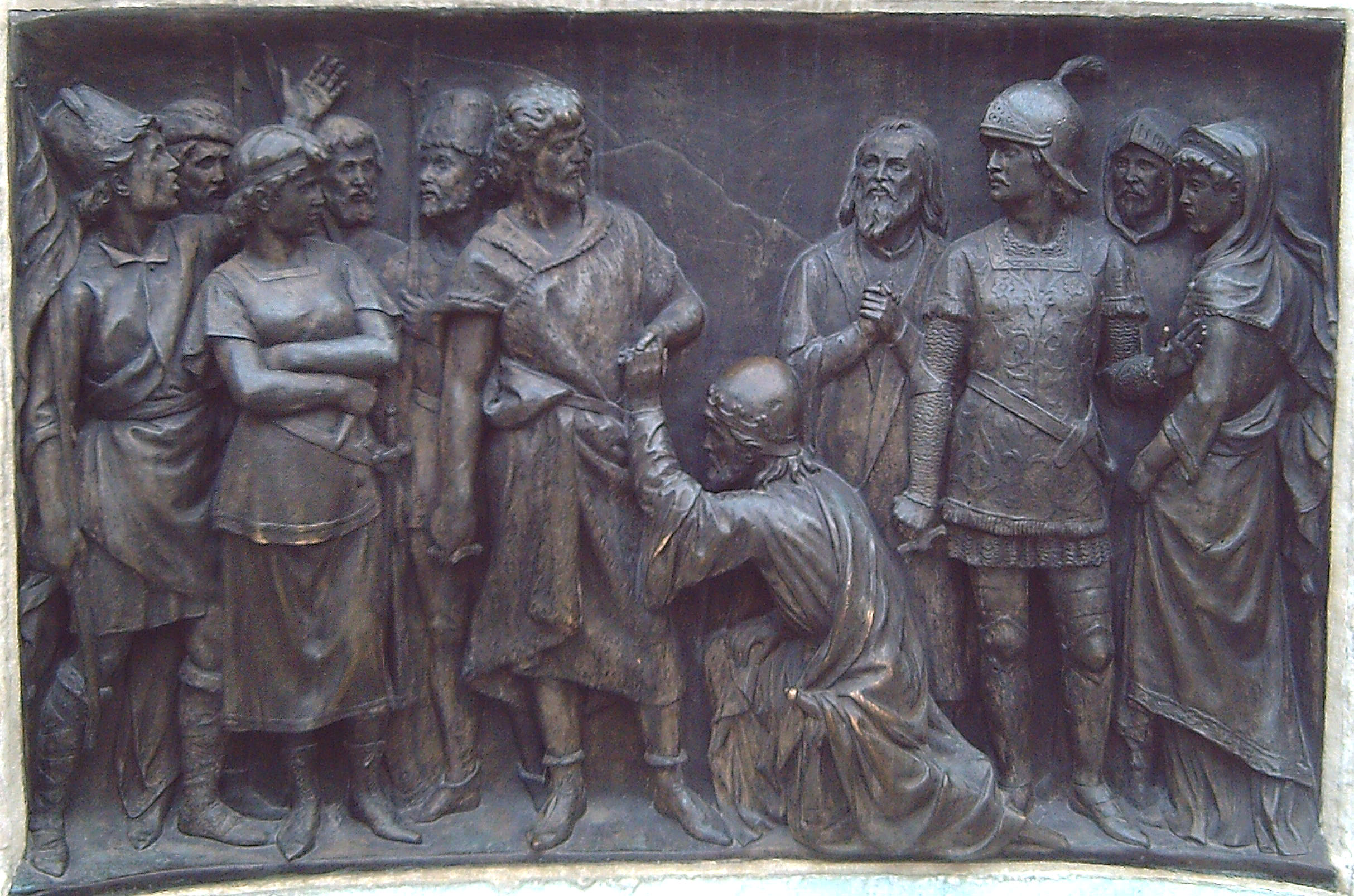
الحياة حلم. الإغاثة البرونزية، وتفاصيل من النصب التذكاري لكالديرون في مدريد (J فيغيراس، 1878).

الحياة حلم (بالإسبانية: La vida es sueño)‏ هي عمل مسرحي لبيدرو كالدرون دي لا باركا صدرت عام 1635 وتتنمي للحركة الأدبية الباروك. الموضوع الأساسي للرواية هو حرية الإنسان لتكوين حياته، دون أن يتم بعيدا عن القدر.

## الفكرة
مفهوم الحياة كحلم قديم جدا، وهناك إشارات في الفكر الهندوسي والصوفي الفارسي والأخلاق البوذية والتقليد اليهودي-المسيحي والفلسفة اليونانية. لذلك كان حتى يعتبر موضوعا أدبيا. وفقا لأفلاطون، يعيش الإنسان في عالم من الأحلام، من الظلام، أسيرت في مغارة هي التي فقط يمكن أن تميل نحو الجيد، عندها فقط الإنسان سوف يتخلي عن هذه الأشياء ويصل إلي الظلام.
يظهر تأثير المفهوم الأفلاطوني واضح في هذا العمل: يعيش سيغيسموند في البداية داخل سجن، في كهف، حيث لا يزال في الظلام الدامس بسبب الجهل عن نفسه، فقط عندما يكون قادرا علي معرفة من هو والحصول علي الفوز والضوء. كالديرون، اتخذ الشكل الشكل الدرامي الفلسفي لمعالجة مجموعة كبيرة من الموضوعات المتكدسة في هذا التركيز وهذا النوع الأدبي الأفلاطوني في جذوره الغربية:
- كما الدراما الدينية، فأنها تعالج مشاكل السقوط أو الخطيئة الأصلية والتكفير.
- كما القصيدة الفلسفية، فأنها تحل مصير الإنسان ومصدرا للمعرفة والمشاكل مثقلة للإرادة الحرة والأقدار.
- كما الدرس الأخلاقي من الباروك ومكافحة الإصلاح، الصحوة عن الأوهام والأباطيل من هذا العالم.
- كما الدراما التعليمية والشعرية، التي ترشد إلي الإنسان من دون تعليم.
- كما الاحتجاج الثوري، فأنه يهاجم المبدأ المطلق والقانوني للنظام المحفوظ التي تخنق الحرية بحجة تجنب التيه.
- كما الدرس السياسي «لأن في مثل هذه المعارك/ أولئك الذي فازوا مخلصين/ الفائزون، الخونة»، يعلم الناس عن ما يدفعه سوء الاستخدام للحرية والحروب الأهلية.
- القتال، أيضا، جنون الطوالع وأحكام علم التنجيم.
- يصف التقدمات التي يدركها الإنسان والإنسانية بين خيبات الأمل والرغبات.
- يدل علي أن المشاعر المضغوطة عن طريق الزهد وليس الأحرار، ولكن أجبرت، مع انفجار أكثر قوة كلما زاد القمع.
- من نهج التحليل النفسي، يعبر عن التغلب أو التسامي في الصراعات الأوديبة.
- يلهم فلسفة الايمان بالذات الذي نفى حقيقة للعالم الخارجي... كل هذا وأكثر من ذلك بكثير، إذا تم فحص أكثر من ذلك، هو الحياة حلم.

## التاريخ
عرضت الحياة حلم في عام 1635. ونشرت في العام التالي في الجزء الأول من كوميديا دون بيدرو كالديرون دي لا باركا.

## الهيكل
يتألف العمل من ثلاثة فصول أو أيام. في اليوم الأول، لديه ثمانية مشاهد، بمثابة سياقها يقال انها تعرض الشخصيات والموقع المكاني والزماني للتاريخ). في اليوم الثاني، ولديه تسعة عشر مشهد، يوضح الصراع والعقدة أو المشكلة. وفي اليوم الثالث، لديه أربعة مشاهد وهو يأخذ مكان النتيجة أو القرار.

## النوع
يتميز العمل بلهجة مثيرة، ينتمي للنوع المسرحي الباروكي الدراما، تختلط المأساوية مع الفكاهية للحصول علي شعبية واسعة، كما شعبية النبيل. وعند وفاة لوبي دي فيغا، واصل كالديرون تطور المسرح التي تركت أثارها، وفي الحياة حلم قد يكون هناك بعض من ملامح هذا الشكل الجديد من الكوميديا وضعت من قبل لوبي دي فيغا.

## الأشخاص
- سيغيسموند: الشخصية الأساسية الذريعة لهذا العمل. يأتي في البداية وكأنه رجل الوحش، يوصف بأنه روح القمع، منعكس للغاية، وذلك من اعتقاله لفترة طويلة. علي مدار العمل، فإنه يتطور: الأول يسعي للانتقام ويتصرف بطريقة قاسية ولا يرحم. ولكن بعد ذلك تظهر فيه بعض الصفات الإنسانية (لإنقاذ حياة باسيليو يظهر إنه تغير
- روسورا: الشخصية الرئيسية المؤنثة، التي تنضم إلي سيغيسموند لمنع أيستولف أن يصبح ملكا وذلك لمنعه الزواج من استريلا. عندما كنت قادمة من مسكوفي إلى المحكمة، أخفت هويتها، متنكرة في زي خادمة. خلال العمل يكتشف ابنة أيو من سيغيسموند، كلوتالدو، وأخيرا، أعلنت النيل الزواج من أيستولف.
- باسيليو: ملك بولندا، الأب لسيغيسموند، إانه رجل يشعر بالقلق إزاء ما يحدث لشعبه. وهو ضعيف وغير حاسم. كانت اهتماماته الرياضيات والعلوم وعلم التنجيم، لا يظهر حقا أي حكمة موجهه للحكومة. سيغيسموند أخذته المخاوف منذ أن سمع الأوراكل يروي المصير. في النهاية يعترف بأخطائه.
- كلوتالدو: أكايو باسيل. هو واحد فقط، وبصرف النظر عن الملك، هو الذي يمكن أن يرى سيغيسموند. وقد قام بالتدريس لسيغيسموند كل ما يعرفه. فإنه يظهر كشخصية فريدة، الذي عاش في السابق مغامرات غرامية (هو الأب السري لروسورا). كشخصية _نوعية تمثل الخرافات.
- ايستولف: دوق مسكوفي، عقد إتفاق مع باسيليو من أجل الحفاظ علي عرش بولندا. كان ع استعداد أن يتزوج من أستريلا على الرغم من حبه لروسورا. وأخيرا تحصل على الحب الذي يريده.
- أستريلا: جميلة ونبيلة، رضيعة محكمة باسيليو، علي استعداد أن تتزوج من ايستولف من أجل وراثة العرش (إيستولف وأستريلا هم أبناء عمومة وأبناء من باسيليو). وأخيرا انتهي به المطاف بالزواج من سيغيسموند.
- كلارين: شريكة روسورا، إنها بارعة جدا، فهي نموذج أصلي للفكاهه.

## الملخص

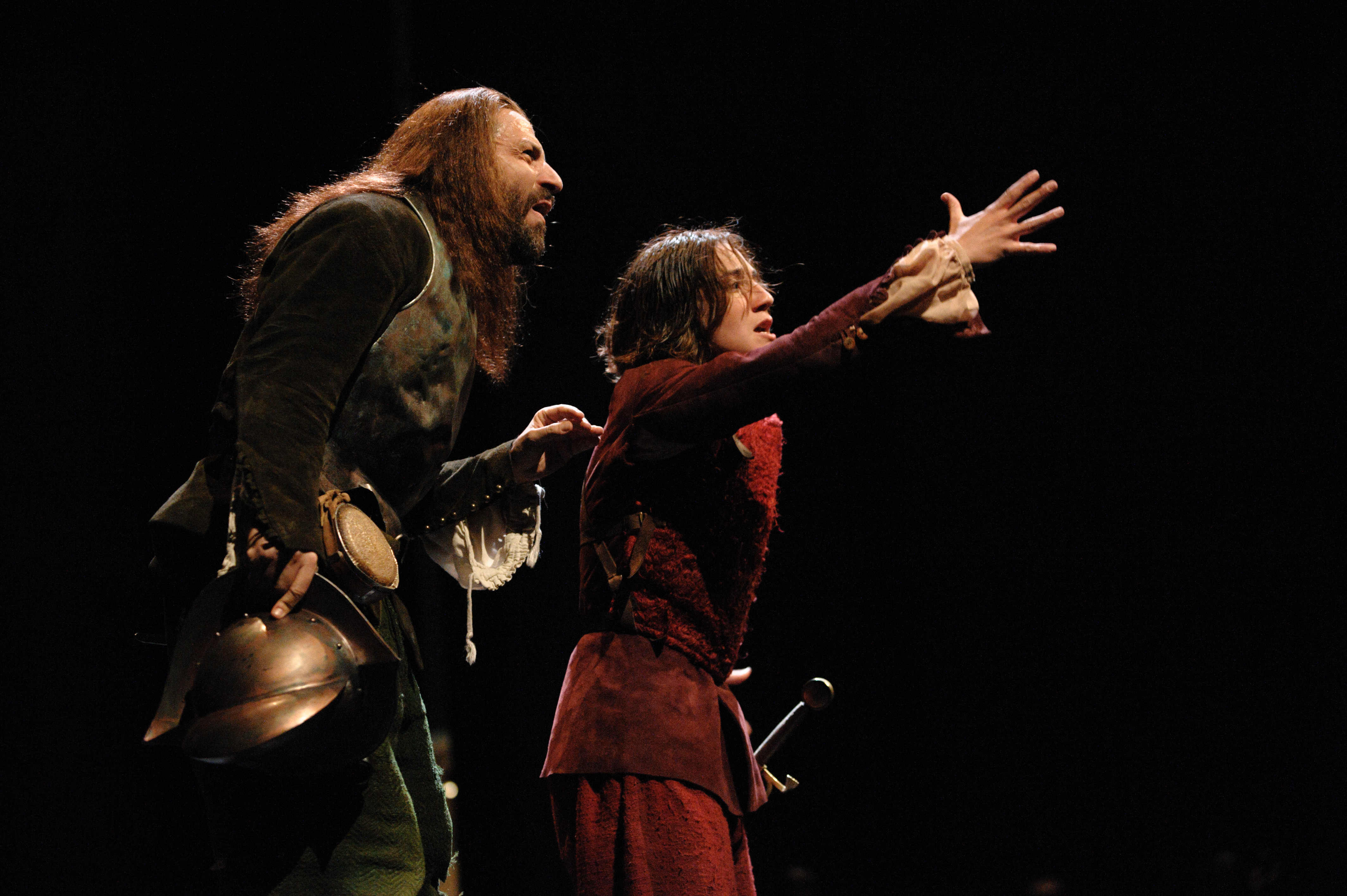
تمثيل الحياة حلم في المهرجان الدولي الخامس والثلاثين لمسرح دي الماجرو.

### الفصل الأول
يبدأ مع روسورا، ترتدي زي رجل، وكلارين تصل إلى الكهف. في لحظة دخولهم، يلفظ سيغيسموند أول مونولوج له. وعندما يدرك الأسير انه ليس وحيدا، يحاول أن يقتل روسورا ولكن بعد ذلك ينقذ حياته. رشقات نارية كلوتالدو وأتباع باسيليو وأيو سيغيسموند، توقفت أتنين من المسافرين في مكان ممنوع. ثم يعترف كلوتالدو أن السيف الذي يطوق به روسورا: هو السيف الذي تركته أم روسورا. ومع ذلك، كلوتالدو لا يعترف حتي الآن للجميع بأنه ابنه ويخبي ما يعرفه، يقرر أن يقدم الملك لأبنه (روسورا) وللمضحكة كلارين.
الملك باسيليو، يكشف عن وجود ابنه سيغيسموند، الذي كان قد تسبب في وفاة الملكة كلوريلين عند الولادة. يحكي الولادة الرهيبة لابنه ويشرح ما تنبأ به قراءة النجوم: سيغيسموند سوف يكوم ملك طاغي وقاسي. قرر باسيليو عمل اختبار لابنه ويعطيه فرصة. أن يأخذه إلي القصر ولكن إذا ثبت انه سيكون طاغي فإقامته في القصر سوف تكون مجرد حلم. وإذا تبين أن سيغيسموند سوف يكون عادل وله قلب، سوف يكون وريث للعرش، أن لم يكن، فإن أستريلا وأيستولف سوف يتزوجوا (وما يلي في خط الخلافة).
بعد اعترافه لجميع الناس بوجود ابنه، تفرج عن روسورا وكلارين. لكن كلوتادو يريد أن يعرف من هو عدو روسورا، الذي جاء إلى هذه الأراضي لتلبية شكوى، وطلب معرفة من هو ابن شقيق الملك ايستولف، الذي تزوج من استريلا ليريد تجنب روسورا.

### الفصل الثاني
وضع باسيليو خدعة لمعرفة ما إذا كان سيغيسموند قاسي حقا: يأخذه إلى القصر نائما وتتيح لك معرفة ما مصيره، ولكن القدرة علي جعله يعتقد أن كل شئ كان حلما، وفي هذه الحالة يثبت الشر.
روسورا يدخل بسيدة استريلا مع الاسم الزائف لستريا.
يتصرف سيغيسموند كالأمير الطاغي رمي موظف من النافذة بعد وقت قليل من الصحوة، يحاول اجبار روسورا، يضر كلوتالدو أن يخرج لدعم أبنتها، ويشارك في معركة بالسيف مع ايستولف. في ضوء السلوك، يقرر الملك باسيليو العودة للنوم ويأخذها إلي البرج.
ايستولف يتودد لاستريلا، لأنه مع نقابته سوف تتقاسم الخلافة بدلا من التنافس لذلك، مرة واحدة وقد تسلل سيغيسموند. يكتشف ايستولف ان استريلا هو في الحقيقة روسورا ويكسر نهائيا.
ينتهي الفصل مع مونولوج من سيغيسموند يحبس مرة أخرى في البرج. الأبيات الأخيرة من هذا المونولوج هي تلك التي تعطي اسم للعمل:
| ¿Qué es la vida? — Una ilusión, Una sombra, una ficción, Y el mayor bien es pequeño; Que toda la vida es sueño, Y los sueños sueño son. | ما هي الحياة؟ - وهمٌ، ظلٌ، خيالٌ، والخير الأكبر صغيرٌ، فالحياة كلها حلمٌ، والأحلام بدورها أحلام. |
| —بيدرو كالديرون دي لا باركا: الحياة حلم الفصل الثاني ، المشهد 19 ، الأسطر 1197-1201                                                     | —دينيس فلورنس ماك كارثي                                                                     |

### الفصل الثالث
شعب بولندا، مع العلم أنه لديه ولي عهد، إلا أنه ينظم انتفاضة ويحرر سيغيسموند من برجه. سيغيسموند يطلق كلوتالدو يذهب مع الملك، مما يدل علي أنها إعادة النظر في سلوكهم.
قوات الملك والأمير توجهوا وتغلبوا على تلك سيغيسموند، كلاهما وجها لوجه والملك يضع سيغيسموند في أيديه، ولكن هذا يسجد نفسه عند قدمي الملك، حتى قبول حقيقة أن الملك باسيليو، يريد قتله لأنه قد أثير ضده. ومع ذلك، في ضوء الموقف السخي لسيغيسموند الملك يترك له العرش.

## تحليل مناجاة سغيسموند
الحياة حلم واحد من أعمال كالديرون دي لا باركا المعروفة والمدروسة. ولكن أيضا في مسلح درامي رائع. ومع ذلك، منذ مارسيلينو مينينديز وبيلايو (1910) تم تصنيف العمل كدراما فلسفية، وأكد النقاد المشاكل الوجودية للعمل، وأحيانا إهمال ميزات مثيرة رسمة خاصة. وفيما يتعلق بالنقطة الأولى، يمكن للمرء أن يشير بعض المحاور التي تشكل الموضوعات الفلسفية المركزية؛ المعارضة بين مصير والحرية، موضوع الحياة حلم وتطبيق السمات من إتقان الذاتي. هذه القضايا الأساسية تخضع الآخر كتعليم الأمراء ونموذج الحاكم والسلطة أو العدالة، التي في وقت لاحق نذهب المتعلقة مع مناجاة سيغيسموند.
يتم فصل مناجاة سيغيسموند حيز 7/10 إلا الآية الأولى. كل عشر هو ثماني المقطع وفي كل واحد يجد اقتراح فلسفي لمناقشات كبيرة بين الإصلاح البروتستانتي ومكافحة الكاثوليكية. في نهاية الفصل الأول ينهي المناجاة التي تعتبر الأكثر شهرة للدراما الإسبانية. يفكر سيغيسموند في الحياة وفي مصيره بداية من الآية «حلم الأغنياء في الثروة التي توفر المزيد من الرعاية».

## العشر الأول والثاني

### الإطار
يتم تقسيم العمل إلى ثلاث جلسات التي تجري في مكانين مختلفين، برج سيغيسموند وقصر باسيليو. يحدث اليوم الأول في برج سيغيسموند الذي يصل فيه روسورا وكلارين بعد رحلة عبر الجبال. يقام اليوم الثاني في قصر باسيليو وهو المكان الذي يأخذ سيغيسموند القوة على بولندا، في نهاية هذا اليوم فإنه يتم إرجاع سيغيسموند إلى البرج من قبل والده. تبني إدارة المواقع معارضة متناظرة التي تم كسرها في اليوم الأخير عندما دعت «ساحة المعركة» حيث اشتبك الأب وابنه في معركة شديدة علي السلطة، حيث ينتهي ابنه المنتصر ويغفر والده. يحيط ببرج سيغيسموند جبل متعقد، علبة صغيرة التي يود بها الرجل بالسلاسل، مغطى في الفراء، وهو نصف رجل ونصف وحش. ولكن مثقف جدا مع المعرفة في جميع المواد الدراسية ذات الطابع الديني. تتكون كل هذه المعارضات بين الإنسان والحيوان، والبرج والجبل، يشكل موردا يستخدم علي نطاق واسع في الباروك دعا مرقطة تمتزج.

### الدين
بسبب التأثير الديني الذي كان يتبعه كالديرون أثناء تعليمه، يطرح هذه المشاكل التي نشأت في وقته، واحدة من أهم ما ذكر هو حرية الإرادة والقدر. الإرادة الحرة التي تدعمها الكنيسة والاقدار التي تدعمها المصلحين البروتستانت. كل من أطروحات ذات تأثير الكتاب المقدس. يشير قرار المأساة علي المدي المنظور موقف كالديرون لصالح عقيدة الكونترارفورميستا. قدمت شخصية سيغيسموند في العمل مغطاة الجلود والسلاسل ومع ضوء خافت على رأسه. هذا الوضع يجعل منه وحشا، ولكن مع تطور المناجاة نري أن سيغيسموند هو رجل متعلم جدا كما أن كلوتالدو هو المسئول عن تعليمه. قادر سيغيسموند علي استيعاب كل أنواع المعرفة من الأساطير اليونانية الجغرافية العالمية التي تجعل لديه إلهام في ما يذكره من مينوتور وبركان إتنا. فأن سيغيسموند لا يشير مباشرة للمينوتور ولكنه يفعل ذلك من خلال مورد يسمى إشارة اسطورية، التي تذكر أبدا اسم الوحش ولكنه يشير إلى حيث كان يحبس: المتاهة. يماثل سيغيسموند هذا الحرف من الأساطير اليونانية فكلاهما سجناء ووحوش. في إشارته إلى بركان إتنا، سيغيسموند يذكر من أجل إظهار مدى خيبة أملهم والغضب بشأن ما حدث له، ويجري سجن وحرم من حريته. يذكر أن سوف تنفجر مثل إتنا. وهذا ما يسمى مبالغة . ومرة أخرى أوجه الشبه بين شخصيته وعناصر المقارنة. ويقال أنه سينفجر مع الحقائق المؤلمة.

### الازدواجية
تمثيل الحضارة والهمجية في سيغيسموند هو الازدواجية، وهو موضوع مهم جدا في هذا العمل، ونموذجا للباروك. المورد الذي ينطبق في هذا الموضوع، هو النقيض الذي يعمل معارضة فكرتين. في هذه الحالة تقف الحضارة أو الثقافة والهمجية أو اللا عقلانية لإنشاء هذا الطابع الوحشي، الذي ينتهي في نهاية الأمر كونه شخص متفهم. في إطار العمل النقيض الأكبر هو شخصية سيغيسموند التي تمثل شروط المعاكس، الحضارة والهمجية المذكورة أعلاه.